# معركة الأحساء
معركة الأحساء هي معركة قامت بين الدولة السعودية الثالثة بقيادة الملك عبد العزيز والدولة العثمانية بقيادة أنور باشا في عام 1913 وانتهت المعركة بانتصار الدولة السعودية الثالثة على الدولة العثمانية وانتهى التواجد العثماني في الاحساء، واستطاع الملك عبد العزيز ان يسطير على الأحساء ويضمها لدولته وعندها تم تحرير العقير من الدول العثمانيه بقيادة الامير عبدالله بن نادر احد رجالات الملك عبدالعزيز حيث تم اسر ٣٠ جندي تركى  وقد امر الملك عبدالعزيز بتحريرهم .

## حالة الأحساء
```
كانت السنوات السابقة قبل ضم الملك 
عبد العزيز بن عبدالرحمن ال سعود 
 
الاحساء
 من آخر لحظات المسلمين التي عاشوا فيها في ظل الاستقلال والحكم الذاتي، فقد سادت الفوضى واضطرب حبل الأمن وانتشرت عصابات 
اللصوص
 وقطاع الطرق من أهل الفساد أزلام النظام العميل فاستند 
العجمان
 بالهفوف والمبرز وما حولها من القرى.
```

## وقعة المجصة سنة 1330هـ
بعد انتصار ابن سعود على جماعة من الهزازنة في «الحريق» وأخمد ثورتهم زحف إلى جهة الاحساء بقيادة جيش مكون من قبيلة سبيع وهجم على أقوام فأخذهم وغنم كثيراً من مواشيهم ثم كتب إليه الشيخ مبارك الصباح ويقصد الهجوم على ابن صويط ولكن مبارك أرسل إلى ابن صويط ينذره أن ابن سعود هاجم عليه فهرب ابن صويط ورجع عبد العزيز عن طريق الزبير ثم على كابده ثم استمر إلى سفران فلقيه في الطريق وفد من صفوان رجل يدعى عبد العزيز بن حسن مندوباً من الشيخ مبارك الصباح معتذراً فقبل عبد العزيز العذر دون معاتبة، ثم قفل عبد العزيز آل سعود راجعاً إلى أطراف الاحساء وهجم على قبيلة السفران واشتبك معه خميس بن منيخر في موضع يسمى «المجصة» قصر ونخيل يقع في جنوب الطرف بالأحساء في معركة شديدة أسفرت عن هزيمة العجمان والسفران وقتل عدد غير قليل من رجالهم وهذه الواقعة تسمى وقعة المجصة عام 1330هـ.
يستدعون عبد العزيز إلى الأحساء في مساء اليوم الرابع من محرم سنة 1331هـ ـ 13/12/1912م اجتمع في مجلس الشيخ محمد بن عمر آل ملا المتوفى سنة 1338هـ، والكائن بمحلة الرويضة في الكوت كل من الشيخ محمد بن أحمد آل ملا، عبد اللطيف بن عبد الرحمن الملا، والشيخ عبد الرحمن بن عبدا لله آل جغيمان التميمي، والشيخ عبدا للطيف بن احمد آل جغيمان التميمي، فاستعرضوا مجمل الأوضاع المتردية في الاحساء ورأوا أنه لا سبيل للوصول بالبلاد إلى بر الأمان إلا باستقدام عبد العزيز بن عبد الرحمن آل سعود، الذي تمكن من اعتلاء عرش الرياض في الخامس من شوال 1313هـ 15 يناير عام 1902م واستقر رأيهم في الكتابة إليه، فأعدوا له خطاباً شرحوا له فيه مايسمونه بمحنة البلاد ومعاناتها وأن الظروف السيئة السائدة تهيئ أفضل الفرص لقدومه والعمل على تصفية الوجود العثماني والمناداة به ملكاً على البلاد ووعدوه بالنصر والمؤازرة لتمكينه من دخول الكوت وذلك بموجب خطة يتم الإتفاق عليها ثم ختم الخطاب بختم المفتي عبد اللطيف بن عبد الرحمن الملا، وبعثوا به إلى الملك عبد العزيز في الرياض مع رجل يدعى عبد الهادي بن قشعة فسرّ عبد العزيز بخطابهم، وأجرى معهم الاتصال اللازم لرسم خطة دخول الكوت ووضعها موضع التنفيذ، رغم أن والده قد حاول فتح الاحساء في سنة 1291هـ ـ 1874م ولكنه أخفق.

## عبد العزيز يزحف إلى الأحساء
سار عبد العزيز على رأس جيش من قواته المكونة في غالبها من قبيلة سبيع وصل ماء العرمة (موضع شمال الرياض) فنزل به، فكان أول ما فكر فيه إزاحة العجمان عن طريقه خشية تحولهم عن ولائه والعمل على صده عن الأحساء فتظاهر بالعزم على غزو مطير أعداء العجمان في الشمال، فأرسل يدعوهم إلى موافاته في مكان سماه لهم حفر العتش لمشاركته في غزو مطير، ولما تأكد من استجابتهم له والحيل إلى المكان المحدد سار قاصداً الاحساء، ولما دنا من أطرافها جاءه رسول من المتصرف التركي أحمد نديم يسأله عن المراد من قدومه إلى هذه الناحية فأجابه قائلاً: «اني أريد أن أغزو قوماً معادين لنا في جهة الكويت وأريد شراء الطعام لتموين الجيش» وبالفعل أرسل بعض الرجال فاشتروا كمية من التمروالأرز.

### دخول الأحساء
في الليلة الخامسة من جمادى الأولى سنة 1331هـ، وصل عبد العزيز إلى الرقيقة وأبقى الجزء الأعظم من جيشه فيها وسار بستمائة من رجاله في اتجاه الكوت مخترقاً نخيل السيفة حيث كان في انتظاره هناك شابان هما أحمد بن محمد آل ملا، ومحمد بن عبد الله آل ملا، وكانت الخطة المتفق عليها بين عبد العزيز وأهالي الأحساء تقتضي أن يتجه عبد العزيز على رأس جماعة مختارة من رجاله بصحبة الشابين نحو فرجة أعدت سلفاً لدخوله من السور الغربي للكوت مما يلي مسجد آل عمير، على أن يتعاقب على أثره دخول رجاله في شكل جماعات صغيرة ومتى استكملوا تواجدهم داخل الكوت صاروا إلى ثلاث فرق تتخذ الفرقة الأولى مواقعها في أبراج السور، وتتجه الفرقة الثانية لافتتاح بوابة الكوت الشرقية التي تلي السوق، كما تتخذ الفرقة الثالثة الأهبة لمهاجمة مقر المتصرف إذا اقتضت الحاجة وسار كل شيء على ما يرام فدلف عبد العزير ومرافقوه من المدخل السالف الذكر، وكان في استقباله كل من الشيخ محمد بن أحمد آل ملا المتوفى سنة 1363هـ والشيخ عبد الله بن الشيخ عبد اللطيف آل ملا، والشيخ عبد الرحمن بن عبد الله آل جغيمان التميمي المتوفى سنة 1333هـ في وقعة كنزان فحيوه ومرافقيه واصطحبوهم إلى منزل المفتي عبد اللطيف بن عبد الرحمن الملا، في تمام الساعة السابعة بالتوقيت الغروبي ليلة الخميس من جمادى الأولى سنة 1331هـ.
وما أن دخل عبد العزيز المجلس ورأى الشيخ عبد اللطيف حتى احتضنه قائلاً: «ابن جاء لأبيه» فرحب به الشيخ عبد اللطيف وبمن معه وهم الأمراء محمد وسعد وعبد الله أبناء عبد الرحمن والأمير عبد الله بن جلوي وعبد العزيز بن تركي وفيصل الحمود الرشيد ومحمد بن عبد الرحمن آل الشيخ ومحمد بن الشيخ وعبد الله آل الشيخ وحمود البقعاوي وأخيه سليمان البقعاوي والأمير عبد العزيز بن مساعد آل جلوي.

## الملك لله ثم لعبد العزيز
بعد تبادل عباراة الترحيب اتجه الحديث إلى ما ينبغي اتخاذه من الإجراءات في سبيل نقل السلطة إلى يد عبد العزيز، فبعث المفتي عبد اللطيف بن عبد الرحمن الملا إلى سائر وجهاء الكوت يدعوهم للاجتماع بمنزله فحضروا يتقدمهم الشيخ محمد بن عبدا للطيف آل عرفج الملقب بالشايب المتوفى في شعبان سنة 1333هـ وبعد مناقشات شاملة ومستفيضة فيما سيؤول إليه مصير البلاد، بايع الجميع الملك عبد العزيز بن عبد الرحمن بن فيصل على كتاب الله وسنة رسوله، وتعهدوا له بالسمع والطاعة، وفي هذه الأثناء كان أتباع الملك عبد العزيز قد تمكنوا من التواجد داخل الكوت من خلال المدخل السالف الذكر فأعطى الإذن لأحدهم بالصعود فوق السور والمناداة بأن الملك لله ثم لعبد العزيز بن عبد الرحمن آل فيصل. وهنا هب عساكر الدولة القابعون في الحصون من رقادهم مذعورين من هول المفاجأة وشرعوا في إطلاق الرصاص بالمثل، واستمر تبادل إطلاق النار إلى أن توجه في اليوم التالي المفتي لمقر المتصرف يرافقه الشيخ محمد بن صالح بن شلهوب ممثلاً عن الملك عبد العزيز، وعبد العزيز بن عبد العزيز القرين مترجم اللغة التركية، ونجح عبد اللطيف بن عبد الرحمن الملا في إقناع المتصرف أحمد نديم بقبول دعوة عبد العزيز ابن سعود له بالتسليم والرحيل عن البلاد بالشرف العسكري بعد أن أوضح له أن الغرض من قدوم عبد العزيز إلى هذه البلاد لا يتجاوز العمل على بعث حياة الاستقرار فيها ومد رواق الأمن عليها في إطار سيادة الباب العالي، وكان المتصرف قد استشار سماحة الشيخ أبي بكر آل ملا في الأمر فأشار عليه بالتسليم حقناً للدماء. وبعد صلاة عصر ذلك اليوم عاد الشيخ عبد اللطيف آل ملا إلى عبد العزيز ابن سعود بمفاتيح قصر إبراهيم عندئذ سلم الأتراك ما بحوزتهم من القصور وانتقلوا إلى الخيام في انتظار تجهيزهم، في حين توافد أهل الاحساء على عبد العزيز ابن سعود لأداء البيعة، وفي اليوم الثاني أمر عبد العزيز بن عبد الرحمن بالركائب فأعدت وتم ترحيل المتصرف التركي أحمد نديم وقائد العسكر وجميع أفراد الحماية التركية البالغين 1200 جندي فأذن لهم عبد العزيز بحمل سلاحهم باستثناء الذخائر والمدافع وقال: «لا ننزع من الجندي العثماني سلاحه»، فساروا بعيالهم إلى العقير يخفرهم ويؤمن طريقهم أحمد بن ثنيان، ومن العقير حملتهم الزوارق إلى البحرين.

## الأتراك يحاولون العودة إلى الأحساء
في البحرين لام الإنجليز الأتراك [محل شك] على الإذعان لـ الملك عبد العزيز وحذروهم من مغبة غضب السلطات العثمانية العليا وزينوا لهم العودة إلى الاحساء وأغروهم بالدعم والمساعدة وانخدعت العساكر العثمانية بمشورة الإنجليز ووعدوهم فاستأجروا سفناً وعادوا إلى ميناء العقير، فتصدت قوات على رأسها الامير عبدالله بن نادر  من قوات الملك عبد العزيز واحد قادته البارزين في حرب الاحساء هناك واشتبكت معهم في قتال مرير أسفر عن سقوط عدد من القتلى وأسر ثلاثين جندياً من العساكر العثمانية، وبلغ الملك عبد العزيز الخبر وهو في الاحساء فخرج إلى العقير وأطلق سراح الأسرى الأتراك وأرسل بقية العسكر إلى البحرين وكتب إلى حاكم البحرين وإلى المستشار السياسي الإنجليزي فيها يلومهم فأجابوه: «أن عسكر الأتراك خرجوا من البحرين قاصدين البصرة ولا علم لنا بما كان منهم». أما الجنود الأتراك فقد غادروا البحرين على ظهر الباخرة جانكات في طريقهم إلى البصرة.

## وقعة كنزان
في إثر قيام العجمان بمهاجمة الأعراب القاطنين في ضواحي الكويت وانتهابهم، كتب حاكم الكويت الشيخ مبارك آل صباح إلى عبد العزيز يستعديه عليهم ويطلب منه تأديبهم وإرجاع ما أخذوه في غاراتهم تلك، فلم ير عبد العزيز بدا من الاستجابة لحاكم الكويت، فسار لغزوهم على رأس جيش أعده من قبيلة سبيع بقيادة ال ابوثنين وقتل عبيد بن مرعيد الشيخ مطلق بن سعد البحيري الزعبي  وبعض الفرسان من قبيلة عتيبه ومنهم نايف ابن عون وحاضرة نجد، فسار العجمان إلى الاحساء ونزلوا بناحية كنزان فسار عبد العزيز على أثرهم ووصل الاحساء في رجب سنة 1333هـ / 1915م فبعث إليهم رسولاً يدعوهم لرد المنهوبات إلى أصحابها في الكويت، فلم ينصاعوا للأمر، فعقد العزم على قتالهم، وحشد الجموع من أهل الأحساء وغيرهم، وسار لمهاجمة العجمان في ليلة النصف من شعبان سنة 1333هـ / 1915م وعندما شعروا بزحف عبد العزيز عليهم بادروا بإبعاد نسائهم وأطفالهم عن البيوت وكمن الرجال خلف المتاريس فصبت الغارة نيرانها على البيوت الخالية، وهاجم العجمان الجيش من خلفه فارتبك ولم يتمكن من تمييز مواقع أعدائه، فسرى الاضطراب بين صفوفه وصار الجيش يقتل بعضه بعضاً فحلت بهم الهزيمة وجرح الملك عبد العزيز وقتل أخوه سعد بن عبد الرحمن، وقتل من أهل الاحساء ثلاثمائة رجل منهم عبد الرحمن بن عبد الله آل جغيمان، وعمر بن أحمد آل ملا وقتل من أهل نجد أناس كثيرون، ورجع الملك عبد العزيز إلى كوت الاحساء، وانتشر العجمان في النخيل والقرى ينهبونها، واخذ الملك عبد العزيز يعيد ترتيب جيوشه وتأليف السرايا من حاضرة أهل الاحساء وغيرهم لمطاردة العجمان، وأرسل إلى والده عبد الرحمن يستمده، وفي آخر شهر رمضان وصل الأمير محمد بن عبد الرحمن بجيوش من حاضرة نجد وباديتها لإنجاده فتعددت الوقائع بين عبد العزيز والعجمان واستمرت الحرب على أشدها إلى منتصف شهر ذي القعدة ثم اتخذ عبد العزيز من جبل القارة مركزاً لمهاجمة عدوه حيث قصفت مدفعه معسكر العجمان في جبل البريجان رمياً بصورة متتابعة فأثخن فيهم القتل فارتحلوا هاربين إلى جهة الكويت. وبعد أن وضعت الحرب أوزارها غادر الملك عبد العزيز الاحساء إلى القطيف ثم إلى الرياض أما العجمان فقد استقروا في الكويت إلى أن رجعوا إلى طاعة الملك عبد العزيز وطلبوا منه الأمان فأمنهم وعادوا إلى ديارهم.